# Système éducatif en Tunisie

Schéma du système éducatif en Tunisie.

Le système éducatif en Tunisie permet la prise en charge et l'instruction des Tunisiens.

## Contexte

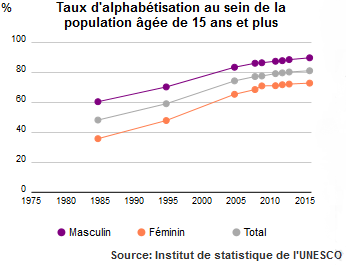
Taux d'alphabétisation des adultes en Tunisie (1985-2015) selon l'Institut de statistique de l'Unesco.

Depuis que la Tunisie a accédé à l'indépendance vis-à-vis de la France en 1956, son système éducatif a montré de grands progrès. La politique en Tunisie a en effet concentré ses efforts pour développer un système éducatif qui puisse produire une base de capital humain solide qui soit en mesure de répondre aux besoins changeants d'une nation en développement. Des efforts de réforme soutenus depuis le début des années 1990, de prudentes politiques macro-économiques et une plus grande intégration commerciale dans l'économie mondiale ont créé un environnement favorable à la croissance. Cet environnement a conduit à des résultats positifs dans le secteur de l'éducation, ce qui place la Tunisie devant des pays au revenu similaire et en bonne voie d'atteindre les objectifs du millénaire pour le développement. Selon l'indice de développement humain de 2021, la Tunisie se classe 97e pays sur 191, et 8e parmi les pays arabes. L'éducation est la priorité du gouvernement, avec plus de 20 % de son budget alloué à l'éducation en 2005-2006. À partir de 2006, la dépense publique d'investissement s'élève à 7 % du produit intérieur brut.

## Réformes du secteur
Le système éducatif tunisien est fondé sur le modèle français. Par conséquent, les efforts des réformateurs ont porté sur l'arabisation du cursus scolaire et universitaire. Étant donné le nombre de nationaux francophones et l'absence d'enseignants qualifiés en arabe pour enseigner les matières scientifiques, les décideurs politiques maintiennent le français, à la fois comme langue étrangère et comme langue de l'enseignement des mathématiques et des sciences à l'école primaire. Les sciences humaines et sociales sont progressivement arabisées, d'abord dans le primaire, puis dans le secondaire. Dans les années 1970, la décision est prise d'accentuer l'arabisation dans tous les domaines après le primaire, sauf dans l'enseignement professionnel et technique. À l'université, le français est maintenu comme langue d'enseignement dans les instituts de technologie et les facultés de science.
Plusieurs autres réformes sont menées depuis l'indépendance en vue d'améliorer le système éducatif à tous les niveaux. Ainsi, la loi de réforme de l'éducation de 1958 fait porter ses efforts sur l'enseignement professionnel et technique, et la formation d'une nouvelle espèce d'enseignants qui sont qualifiés pour enseigner dans le nouveau cursus en mettant l'accent sur l'arabisation, la littérature, la pensée islamique, l'histoire et la géographie de la Tunisie et de l'Afrique du Nord. Par la suite, en 1969, la loi sur l'enseignement supérieur place toutes les institutions d'enseignement et de recherche scientifiques reconnues par l'État sous la coupe de l'Université de Tunis, un établissement créé en 1960, en incorporant plusieurs écoles supérieures et instituts existants. Au cours de l'année scolaire 1990-1991, la nouvelle loi sur l'éducation introduit une durée allongée d'enseignement aux niveaux primaires et secondaires, en passant d'un cursus de douze ans à un total de treize ans ; il rend également obligatoire pour les écoliers de six à seize ans d'arriver à un niveau d'instruction minimal. La Tunisie introduit aussi une approche fondée sur les aptitudes dans le cursus scolaire en 2000 et modifie les manuels scolaires en conséquence. La loi sur l'éducation de 2002 souligne par ailleurs l'importance des technologies de l'information et de la communication dans le secteur éducatif.

## Système éducatif
L'année académique se déroule de septembre à juin et les examens ont lieu début de juin. La langue officielle de l'enseignement à l'école est l'arabe ; le français et l'anglais sont introduits comme langues étrangères au cours de la troisième année d'école. Les écoliers subissent des examens à la fin de chaque trimestre, à travers des épreuves orales, écrites et pratiques dans toutes les disciplines.

### Puériculture et petite enfance
Le gouvernement tunisien a montré un fort engagement dans l'enseignement des classes maternelles. L'éducation maternelle doit être assurée dans des établissements ou des lieux prévus à cet effet, aux enfants de trois à six ans. En Tunisie, l'enseignement préscolaire est assuré principalement par trois dispositifs.
Les écoles maternelles sont des institutions socio-éducatives dépendant du ministère des Affaires de la femme, de la Famille, de l'Enfance et des Personnes âgées ; elles sont rattachées au secteur privé ou public, constituent des établissements quasi-publics ou sont gérées par des associations spécialisées. Une amélioration considérable est à noter dans le taux de couverture des écoles maternelles, passant de 7,1 % en 1990 à 14 % en 2000, même si ce taux est encore bas, principalement parce que la plupart des enfants de trois à six ans ne vont pas à l'école maternelle.
Les kouttabs sont des institutions religieuses s'occupant également des enfants entre trois et cinq ans. Leur rôle est de les initier à l'apprentissage du Coran, ainsi qu'à écrire, lire et compter. Elles sont placées sous la responsabilité du ministère des Affaires religieuses. Des réformes ont permis d'augmenter leur nombre de 378 en 1987 à 961 en 2007. Ces kouttabs accueillent plus de 25 194 enfants, dont 11 138 sont des filles. Elles sont tenues par des mouaddibs (enseignants), dont 121 ont des diplômes en sciences islamiques et 60 sont titulaires de diplômes universitaires. Un projet présidentiel, « Demain la Tunisie », a été lancé pour soutenir les kouttabs afin qu'elles remplissent leur mission éducative de consolider les valeurs de l'islam.
Enfin, le cours préparatoire fait partie intégrante de l'éducation de base mais n'est pas obligatoire. Dépendant du ministère de l'Éducation, il est assuré dans les écoles publiques, privées et quasi-publiques.
Le taux d'inscription brut en maternelle a augmenté fortement depuis 2000 en passant de 15 % à 22 % en 2003.

### Enseignement de base

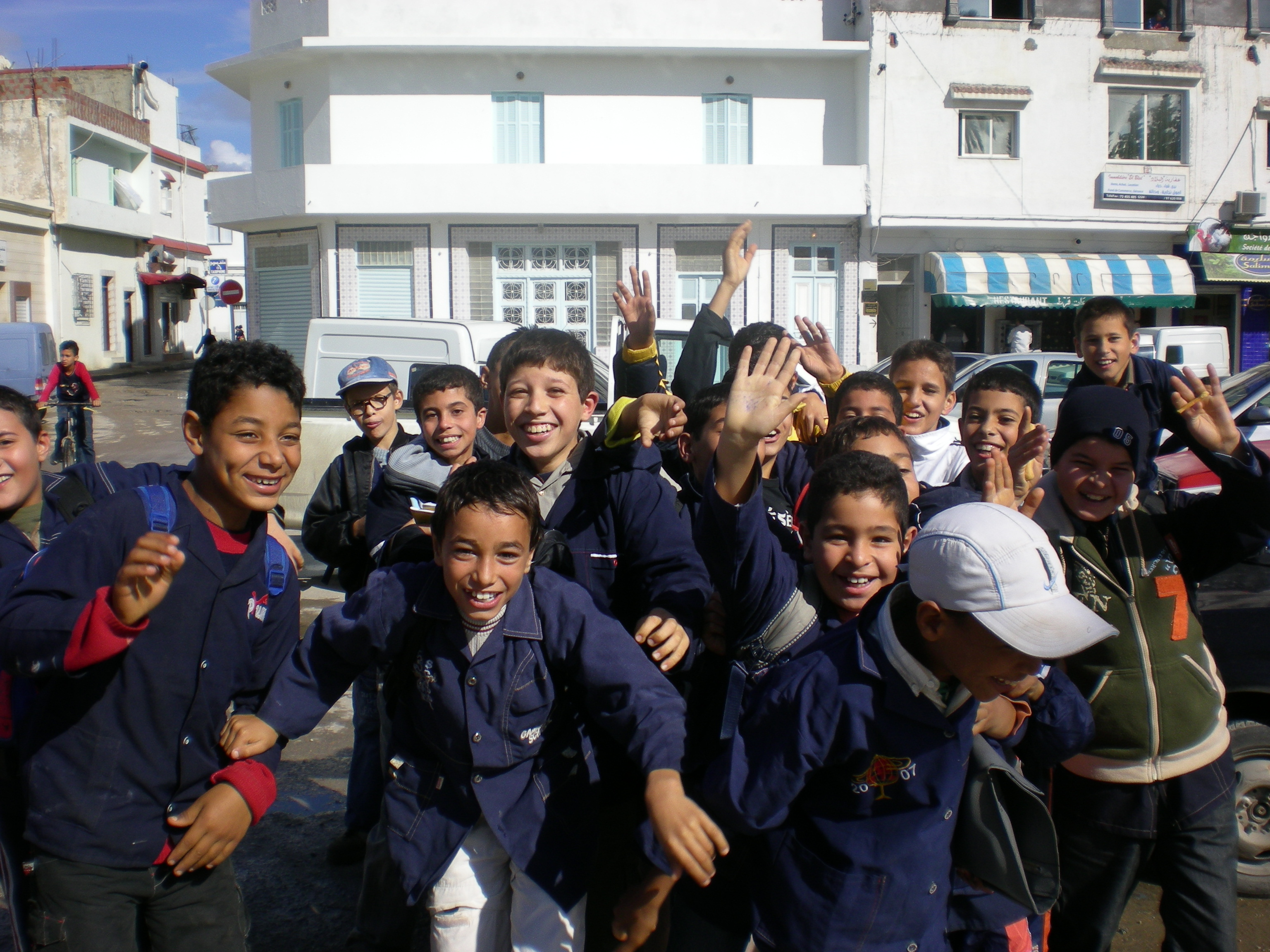
Écoliers en sortie de classe à Ras Jebel.

L'enseignement de base consiste en neuf années de scolarité et se divise en deux étapes distinctes : six années d'école primaire et trois années d'enseignement préparatoire (collège). À l'issue de ces neuf ans, les élèves passent l'examen national de fin d'études de l'enseignement de base dont le succès permet d'obtenir le diplôme de fin d'études de l'enseignement ; les écoliers doivent obtenir une note supérieure à 50 % à la fin de des études primaires pour accéder à l'enseignement secondaire, bien qu'il y ait un pourcentage élevé d'élèves qui échouent aux importants examens de fin de d'études primaires. Cependant, en raison d'efforts du gouvernement, le nombre d'écoliers qui doivent redoubler la dernière année d'école primaire décroît : 26 % des élèves devaient redoubler leur dernière année d'école primaire en 1991-1992 alors que ce nombre est tombé à 18 % en 1999-2000.
Le taux d'abandon de scolarité à l'école primaire est de 6 % ; il a néanmoins diminué de moitié par rapport à 2000 (12 %). Le taux d'alphabétisation dans l'enseignement primaire et secondaire est supérieur à 1, ce qui montre que plus de filles que de garçons sont accueillies dans ces deux niveaux. Le taux d'alphabétisation dans le secteur privé a lentement progressé de 0,7 % en 2000 à 0,9 % en 2003 et 1,4 % en 2007. Le taux d'alphabétisation à l'entrée de l'enseignement secondaire s'établit en 2007 à 113 %, un bond de sept points par rapport à celui de 2006.

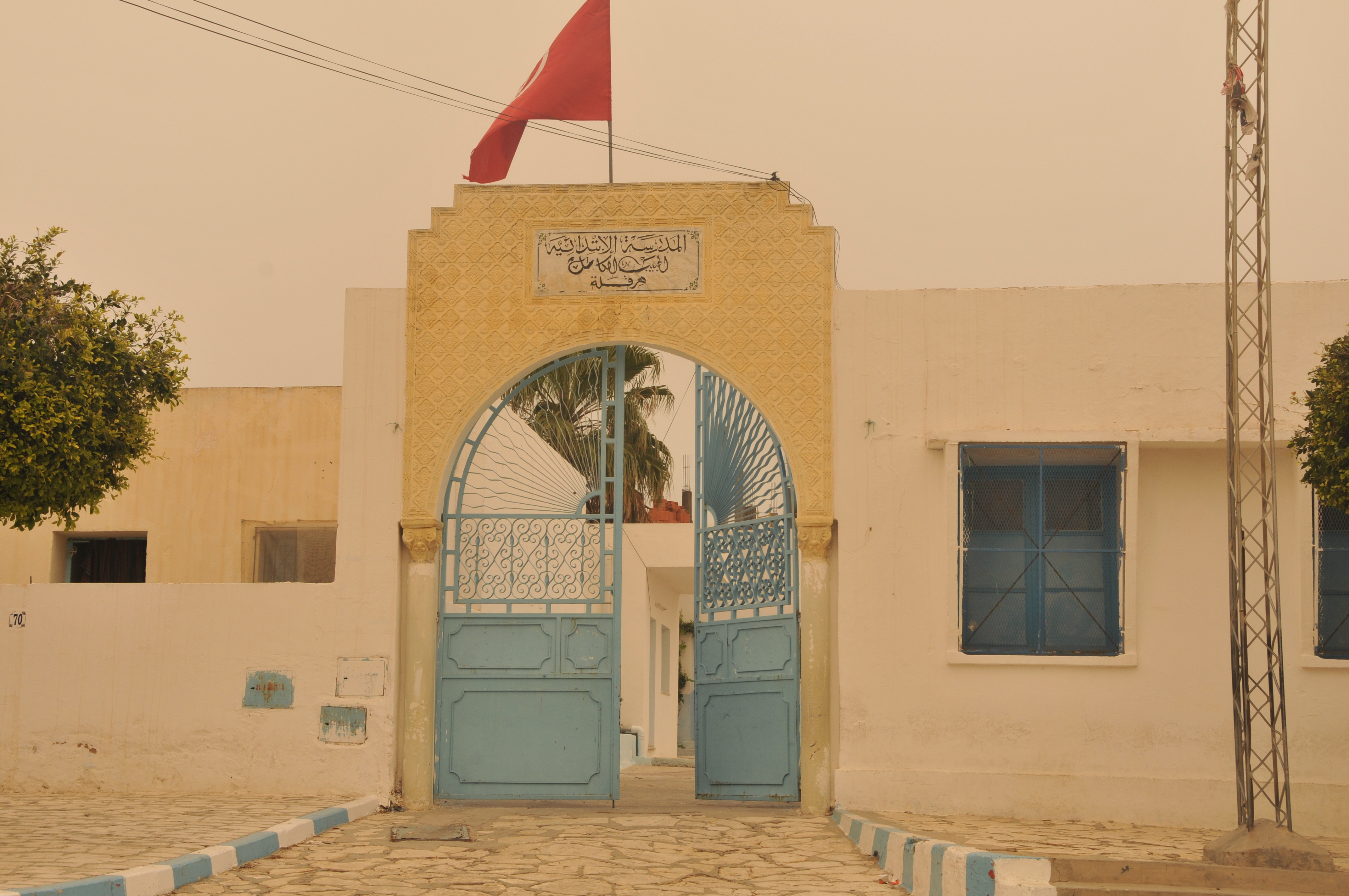
École primaire à Hergla.

L'école primaire privée gagne du terrain sur l'école publique, notamment grâce à son fort taux de réussite. Contrairement au secteur public, l'école privée dispense aux élèves des cours de français et d'anglais à partir de la première année. Les enfants sont initiés à l'informatique, à la danse et à une panoplie d'activités sportives et culturelles, contribuant ainsi à leur épanouissement et à l'éclosion de leurs potentialités. L'enseignement primaire privé est concentré essentiellement dans la région de Tunis où l'on compte plus de 65 écoles primaires privées qui accueillent un peu moins de 20 000 élèves. Sur l'ensemble du territoire tunisien, on compte 104 écoles privées pour plus de 25 000 élèves et où enseignent plus de 1 500 instituteurs.
Au début de l'année scolaire 2007-2008 sont mis en place des collèges pilotes afin d'offrir plus tôt un encadrement aux écoliers doués qui leur permette de poursuivre leur scolarité dans les domaines scientifiques, littéraires et artistiques, avec l'appui d'enseignants compétents et expérimentés. Avec le succès grandissant des collèges pilotes, quatre nouveaux établissements ouvrent leurs portes en septembre 2010. En 2013, le nombre de collèges pilotes s'élève à 24 dont quatre pour la ville de Tunis et sa banlieue. Ils offrent 3 551 places aux élèves de sixième année primaire pour l'année scolaire 2013-2014. Pour l'année 2013, le pourcentage d'élèves admis aux collèges pilotes ne représente que 13,25 % de l'ensemble des élèves ayant réussi le concours de fin de l'enseignement primaire.

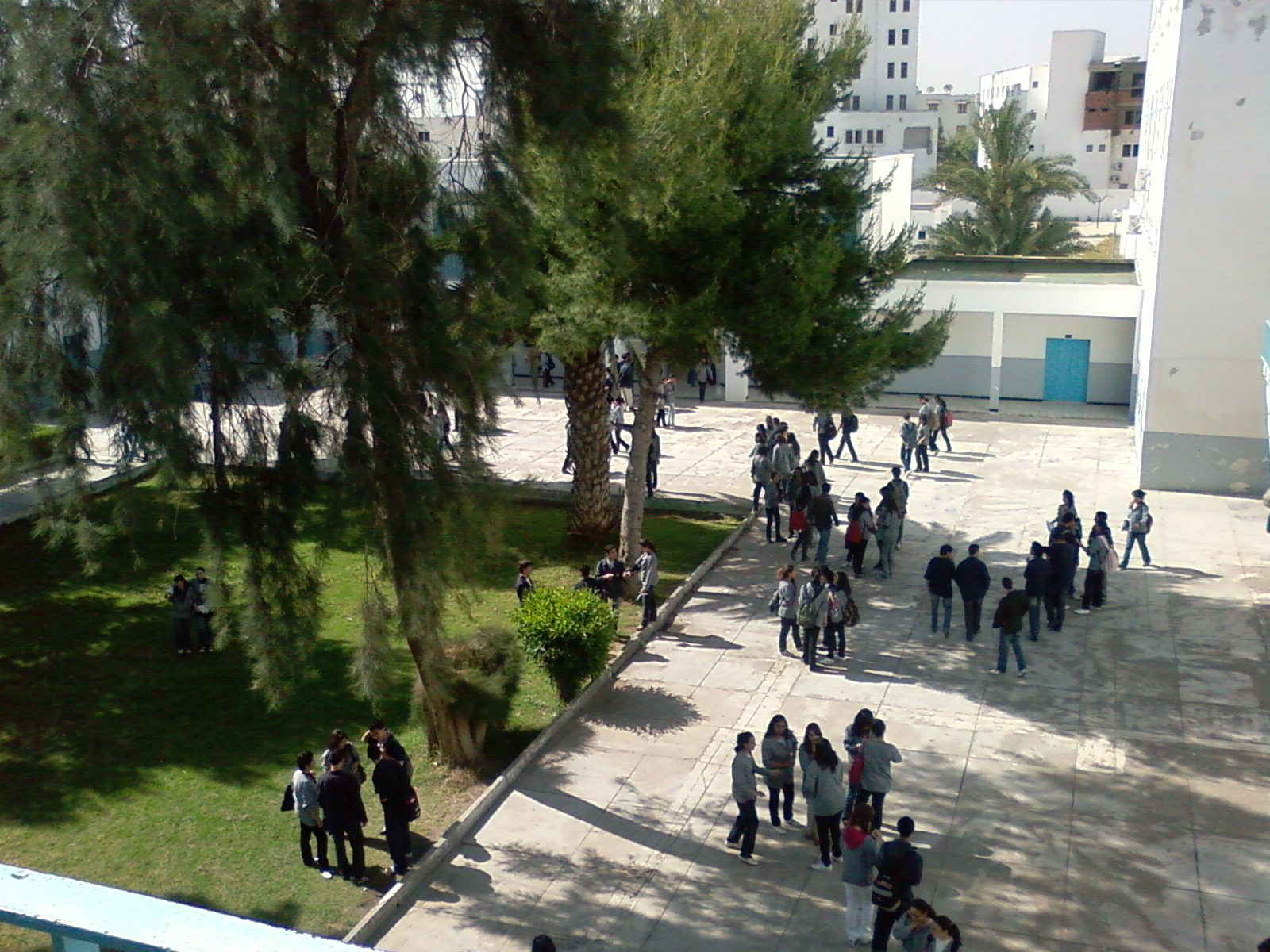
Cour du lycée pilote de l'Ariana.

À l'issue de l'examen de fin d'études de l'enseignement de base, les meilleurs élèves peuvent accéder aux lycées pilotes mis en place pour réunir ces élites dans des établissements spécifiques. Le ministère de l'Éducation devait ouvrir en 2011 deux nouveaux lycées pilotes à El Menzah VIII et Kasserine ; il envisage aussi de consolider l'infrastructure des lycées pilotes et de porter le nombre de classes disponibles de 81 à 133. En juillet 2011, le nombre de lycées pilotes s'élève à quatorze dont trois pour la ville de Tunis et sa banlieue. Les lycées pilotes offrent 2 653 places aux élèves issus de l'enseignement de base pour l'année scolaire 2013-2014. Pour l'année 2013, le pourcentage d'élèves admis aux lycées pilotes ne représente que 2,1 % de l'ensemble des élèves des classes de neuvième année et 16 % de l'ensemble des élèves ayant réussi au concours.

### Enseignement secondaire
Les quatre années d'enseignement secondaire sont ouvertes à tous les titulaires du diplôme de fin d'études de l'enseignement de base. Tous ont pour but d'entrer à l'université ou dans la vie active à la fin de cet enseignement. Celui-ci se divise en deux phases : une étape académique générale  d'un an et une étape spécialisée de trois ans.
Dans la phase académique, tous les élèves sauf ceux de la filière sport suivent une année de tronc commun à la fin de laquelle les élèves sont orientés vers l'une des quatre filières suivantes : lettres, sciences, technologie informatique, et économie et services. À la fin de la deuxième année, les élèves sont orientés à nouveau vers l'une des six sections suivantes : lettres, économie et gestion, sciences de l'informatique, mathématiques, sciences expérimentales et sciences techniques. La langue de l'enseignement dans les domaines techniques, scientifiques et mathématiques est le français. À la fin de la quatrième année des études secondaires, les élèves subissent l'examen national du baccalauréat. Les élèves sont contrôlés sur six sujets en moyenne. Ceux qui complètent le cycle secondaire mais échouent au baccalauréat obtiennent un certificat de fin d'études qui peut plus tard être utilisé pour entrer dans la vie active ou pour poursuivre leurs études dans une école privée.

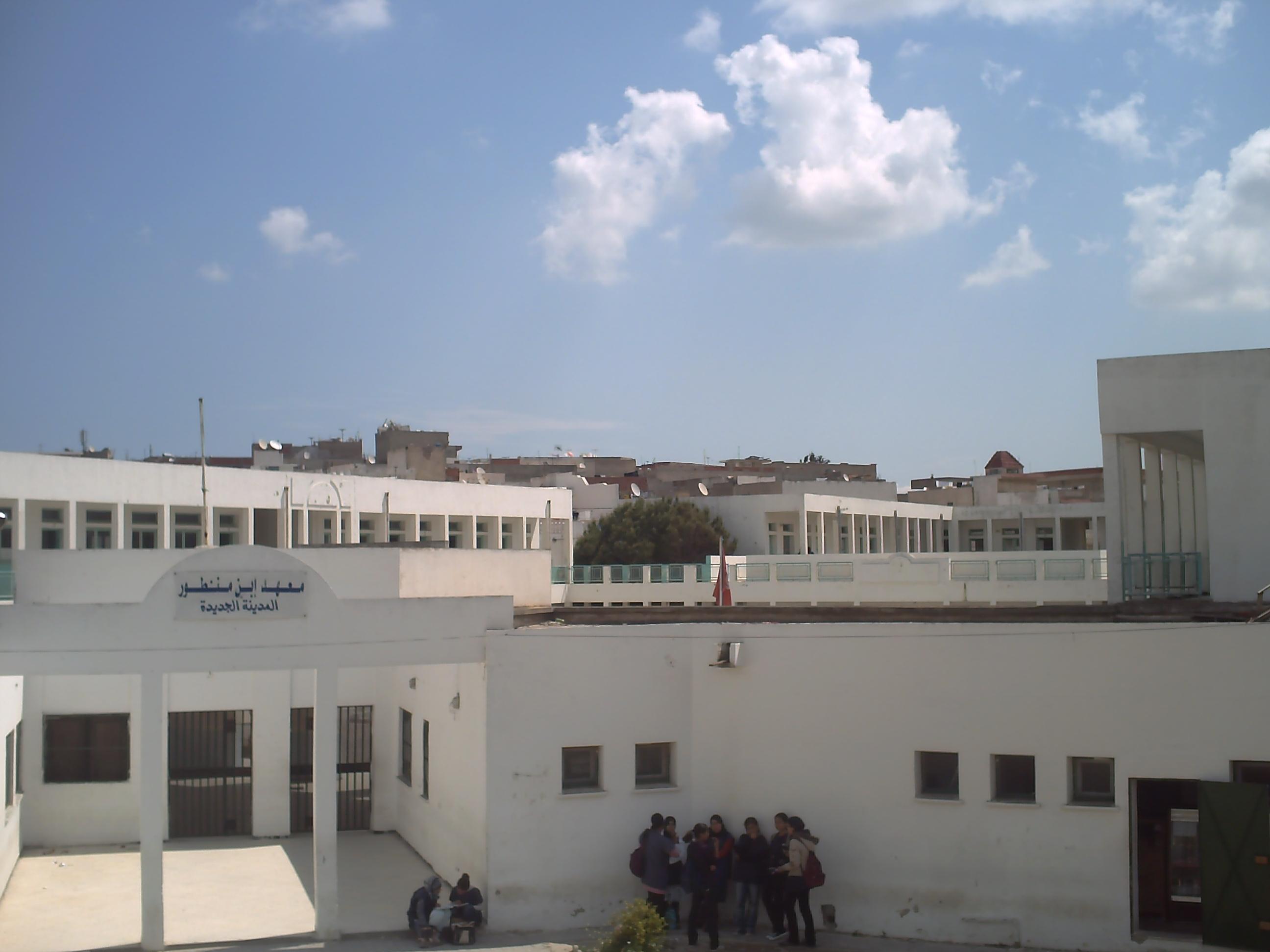
Lycée Ibn-Mandhour de Ben Arous.

Pour l'année 2013, le pourcentage d'élèves admis au baccalauréat est de 52,34 % sur l'ensemble des 143 320 élèves qui ont passé cet examen. Le pourcentage des filles qui ont réussi cet examen est de 56,06. La Tunisie apparaît dans le classement du Trends in International Mathematics and Science Study (TIMSS) depuis 1999 comme l'un des pays les mieux classés des pays arabes. En 2007, la Tunisie s'est classée deuxième en mathématiques et troisième en sciences parmi tous les pays arabes, avec respectivement des scores de 420 et 455. L'indice de parité entre filles et garçons, inscrits dans la scolarisation secondaire, est de 1,1 % en 2006, ce qui implique qu'il y a plus de filles que de garçons à ce niveau.

### Enseignement technique et professionnel
Les programmes de l'enseignement technique et professionnel sont supervisés par le ministère de la Formation professionnelle et de l'Emploi et, dans des disciplines plus spécifiques, par des ministères comme ceux de l'Agriculture ou du Tourisme.
Les élèves peuvent suivre un programme professionnel de deux ans qui mène au certificat d'aptitude professionnelle. Ceux qui ont terminé les deux premières années de l'enseignement secondaire peuvent suivre un enseignement professionnel qui mène au brevet de technicien professionnel lequel, à son tour, donne accès aux programmes du brevet de technicien supérieur.
Le taux d'inscription dans l'enseignement technique et professionnel a également augmenté depuis 2004. Le plus récent (2007) est de presque 10 %, avec un plus grand pourcentage de garçons inscrits.

### Enseignement supérieur

Rectorat et faculté des sciences humaines et sociales de Tunis.

L'enseignement supérieur en Tunisie a subi une croissance rapide : le nombre d'étudiants a plus que triplé sur dix ans, passant d'environ 102 000 en 1995 à 365 000 en 2005. Le taux d'inscription au niveau supérieur en 2007 est de 31 %, avec un indice de parité entre filles et garçons de 1,5. L'enseignement universitaire privé en Tunisie, qui compte environ 1 % des étudiants, demeure réduit parce que la règlementation n'encourage pas les investissements étrangers ou l'emploi de professeurs à temps partiel dans les universités privées.
En 2005-2006, la Tunisie compte 178 établissements publics de l'enseignement supérieur, parmi lesquels treize universités, 24 instituts supérieurs de technologie et six instituts universitaires de formation des maîtres. Le ministère de l'Enseignement supérieur (MES) supervise 155 établissements et 23 sont placés sous la co-supervision du MES et d'autres ministères. En outre, le MES reconnaît vingt institutions de niveau universitaire. Le système universitaire public est pratiquement gratuit ; les prêts aux étudiants ne sont pas accordés aux étudiants inscrits dans une université privée, ce qui rend la tâche difficile à ces universités pour attirer des étudiants qui ne peuvent payer leurs droits d'inscription.
Durant la décennie 1996-2006, en plus de construire sept nouvelles universités, le gouvernement tunisien a fait des progrès :
- en améliorant l'efficacité interne des programmes et les taux de réussite dans les programmes des sciences appliquées par la mise en place de programmes courts tels que ceux des Instituts supérieurs des études technologiques ;
- en introduisant des programmes professionnels plus courts et plus adaptés ;
- en accordant une plus grande autonomie aux universités afin de leur donner la souplesse de s'adapter à un environnement changeant et afin qu'elles puissent adapter les programmes académiques aux besoins de l'économie.

L'accès à l'enseignement post-secondaire est garanti à tous les étudiants titulaires du baccalauréat. Le processus d'admission est contrôlé de façon centralisée par le système national d'orientation universitaire. Toutefois, ce système empêche les étudiants de changer de filière au cours de leurs études. À partir de 2005-2006, le gouvernement tente de mettre en œuvre une réforme, fondée sur le modèle européen à trois niveaux (licence en trois ans, master en deux ans et doctorat en cinq ans) connue sous le nom de LMD ; elle est destinée à donner aux élèves plus de souplesse dans la conception de leurs parcours d'études, en leur permettant de gagner et de transférer des crédits entre établissements à l'échelle nationale et internationale.
Au niveau universitaire, le premier cycle d'études dure deux ans et conduit à l'attribution du diplôme d'études universitaires du premier cycle ; ce premier degré est considéré comme une préparation. Ensuite, dans la plupart des autres domaines, le deuxième cycle conduit à l'attribution d'une maîtrise qui est véritablement le premier degré du système universitaire tunisien. Plus tard, le diplôme d'études approfondies (DEA) est attribué aux titulaires d'une maîtrise après deux ans d'études conclus par la préparation et la soutenance d'une thèse ; le DEA est également une condition préalable à l'entrée dans un programme de doctorat.
Malgré ces progrès, de nombreux défis demeurent comme le nombre d'étudiants inscrits dans les universités publiques qui devaient augmenter d'environ 6,6 % par an, pour atteindre environ 470 000 en 2010, tandis que, dans le même temps, la qualité et la pertinence de l'enseignement sont en attente d'une mise à jour. Avec 2 % du produit intérieur brut, les dépenses publiques destinées à l'enseignement supérieur sont déjà plus élevées que dans la plupart des pays mais le taux de chômage parmi les diplômés est en augmentation et leur employabilité dans les secteurs modernes, axées sur l'exportation, reste faible. Les mécanismes et incitations pour promouvoir la qualité sont pour la plupart insuffisants et les universités ne peuvent exercer pleinement l'autonomie qui les aideraient à mieux répondre aux changements du marché du travail et des exigences de l'économie mondialisée. Par conséquent, en raison de l'augmentation prévue des effectifs, le gouvernement est confronté à un défi pour répondre à la demande du public en matière d'enseignement supérieur d'une manière équitable et pour améliorer la qualité de manière efficiente, tout en répondant aux besoins existants et nouveaux du marché du travail.

## Intégration des technologies de l'information et de la communication
Des organisations telles que la Banque mondiale, Microsoft et Apple soutiennent la Tunisie dans l'intégration des technologies de l'information et de la communication (TIC) à tous les niveaux du système éducatif. Celles-ci fournissent un appui au gouvernement dans la mise en œuvre des programmes de formation du personnel en matière de TIC, soutiennent le développement professionnel, fournissent des opportunités de réseautage, recherchent, développent et évaluent de nouvelles approches dans la mise en place de l'infrastructure des TIC dans le pays. Parmi ces projets novateurs figurent les laboratoires mobiles et les bus connectés à Internet par satellite ; ils sont destinés aux écoles des zones rurales ou éloignées et visent à réduire la fracture numérique.
En 2004, le système éducatif comptait 22 000 ordinateurs (0,28 par classe) mais, en 2006, ce nombre s'élevait à 57 000 (0,71 par classe) ; le programme présidentiel 2004-2009 visait à atteindre un ordinateur par classe à la fin de la législature ; il était aussi prévu que le nombre d'enseignants formés passerait à 80 000 en 2009 contre 60 000 en 2006.
Tous les instituts d'enseignement supérieur sont connectés à Internet par un fournisseur public : le Centre de calcul El Khawarizmi. L'intégration des TIC dans l'éducation est encore renforcée par l'école virtuelle tunisienne (EVS) et de l'Université virtuelle de Tunis (UVT). Ainsi, la Tunisie a été l'un des premiers pays d'Afrique du Nord du monde arabe à s'engager dans le domaine de la formation à distance et en ligne à travers le lancement de l'EVS en janvier 2002 ; celle-ci offre gratuitement des cours interactifs, des modules de révision, de l'assistance et des formations aux TIC. Quant à l'UVT, établie sur l'initiative du gouvernement en 2003, elle offre 20 % des cours par le biais de l'e-learning. Si elle ne couvre pas toutes les spécialités, elle décerne cependant des diplômes et des certificats. 207 modules, représentant plus de 8 000 heures, prêts à l'emploi.

## Éducation des adultes
Le gouvernement tunisien a présenté un programme national d'alphabétisation des adultes en avril 2000. Supervisé par le ministère des Affaires sociales et de la Solidarité, il a été soutenu par diverses organisations de la société civile et des ONG qui ont contribué à faire en sorte que les adultes acquièrent des compétences utiles sur le marché du travail. Par exemple, en 2006-2007, 5 000 jeunes âgés de moins de 30 ans, dont quarante femmes, ont pris part à des cours d'initiation à la formation professionnelle.